# Gare de Coarraze - Nay
Gare de Coarraze - Nay vasútállomás Franciaországban, Coarraze településen.

## Vasútvonalak
Az állomást az alábbi vasútvonalak érintik:
- Toulouse–Bayonne-vasútvonal

## Kapcsolódó állomások
A vasútállomáshoz az alábbi állomások vannak a legközelebb:
- Gare de Pau
- Gare de Montaut - Bétharram
- Gare d’Assat
- Gare de Lourdes